# Alexandra Guénin
Alexandra Guénin, née en 1983 à Cayenne en Guyane est une dramaturge, actrice et metteuse en scène française.

## Biographie

### Jeunesse
Alexandra Guénin naît en 1983 à Cayenne, d’une mère guyanaise et d’un père normand,. Elle grandit entre Djibouti où elle s'essaie pour la première fois au théâtre à l'âge de sept ans avec la compagnie Les Amis du Tchad, Paris, Madagascar, Pointe-Noire puis à Bordeaux.
Elle s'installe à Pointe-Noire, en République du Congo en 2009 après ses études.

### Théâtre à la carte 242
Elle crée en 2016 à Pointe-Noire Théâtre à la carte 242. Avec cette société de production, elle souhaite encourager et promouvoir la production artistique en faisant émerger les jeunes talents ou accompagner les artistes confirmés,. 
Elle produit et joue dans des spectacles, principalement jeune public et mini-séries dont En attendant le retour d'Ulysse, en collaboration avec Petro Gaylor à partir d’un atelier de théâtre et de la restitution de la pièce Odyssée pour une tasse de thé de Jean-Michel Ribes.
En décembre 2018, Alexandra Guénin joue et met en scène avec Michael Thamsy Best of Boulevard à l’Institut français de Pointe-Noire, puis L'Étrange Noël de Mr Scrooge, une adaptation du roman Cantiques de Noël de Charles Dickens. Le spectacle, mis en scène par Jehf Biyeri est présenté plusieurs fois dans la capitale économique du pays.
Elle crée en 2018 avec le cinéaste Michael Gando le FICOMP, festival de courts métrages de Pointe-Noire.

### Bois Diable

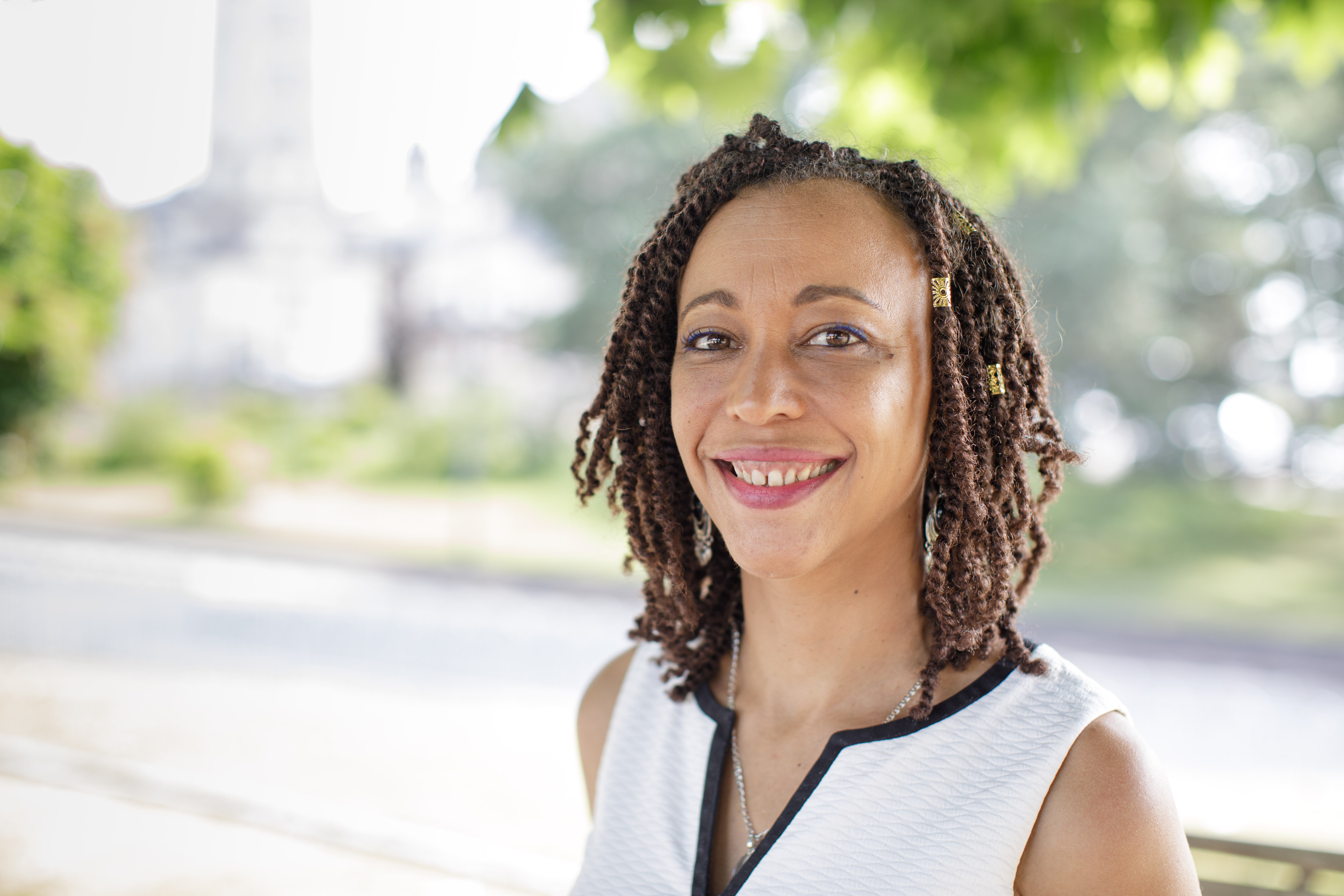
Alexandra Guenin au festival des Zébrures 2023 à Limoges

En 2023, Alexandra Guénin est sélectionnée pour le programme « Découvertes » 2023-2024 des Francophonies à Limoges, pour développer le projet d’écriture Bois Diable, « Une fable surréaliste retraçant l’histoire d’une femme apprenant le décès, dans d’étranges circonstances, de son père au Congo. »,,. Son texte révèle le rapport conflictuel entretenu entre les croyance en l'existence d'esprits malins qui habitent sa terre natal (la Guyane) et la rationalité qu'elle ramène sur sa terre natale en débarquant d'Europe. 
Bois Diable, en cours de création est présenté en janvier 2024 à l’Institut français du Congo lors de la Nuit de la lecture, puis au festival des Zébrures du printemps en mars,.